# Comuna Stara Rafalivka, Volodîmîreț
Stara Rafalivka (în ucraineană Стара Рафалівка) este o comună în raionul Volodîmîreț, regiunea Rivne, Ucraina, formată din satele Babka și Stara Rafalivka (reședința).

## Demografie
Componența lingvistică a comunei Stara Rafalivka
     Ucraineană (99,03%)
     Alte limbi (0,97%)
Conform recensământului din 2001, majoritatea populației comunei Stara Rafalivka era vorbitoare de ucraineană (99,03%), existând în minoritate și vorbitori de alte limbi.